# Komora rozprężania
Komora rozprężania – element schronu przeznaczony do ochrony urządzeń filtrowentylacyjnych przed ciśnieniem fali uderzeniowej (wybuchu jądrowego lub bliskiego wybuchu ładunku konwencjonalnego.
Komora rozprężania znajduje się między czerpnią powietrza a urządzeniami filtrowentylacyjnymi i ma przekrój znacznie większy od przekroju przewodów wentylacyjnych. Dla zwiększenia skuteczności czasami stosuje się dwie komory. Pierwsza z nich bywa wypełniona kamieniami.